# 兩石站

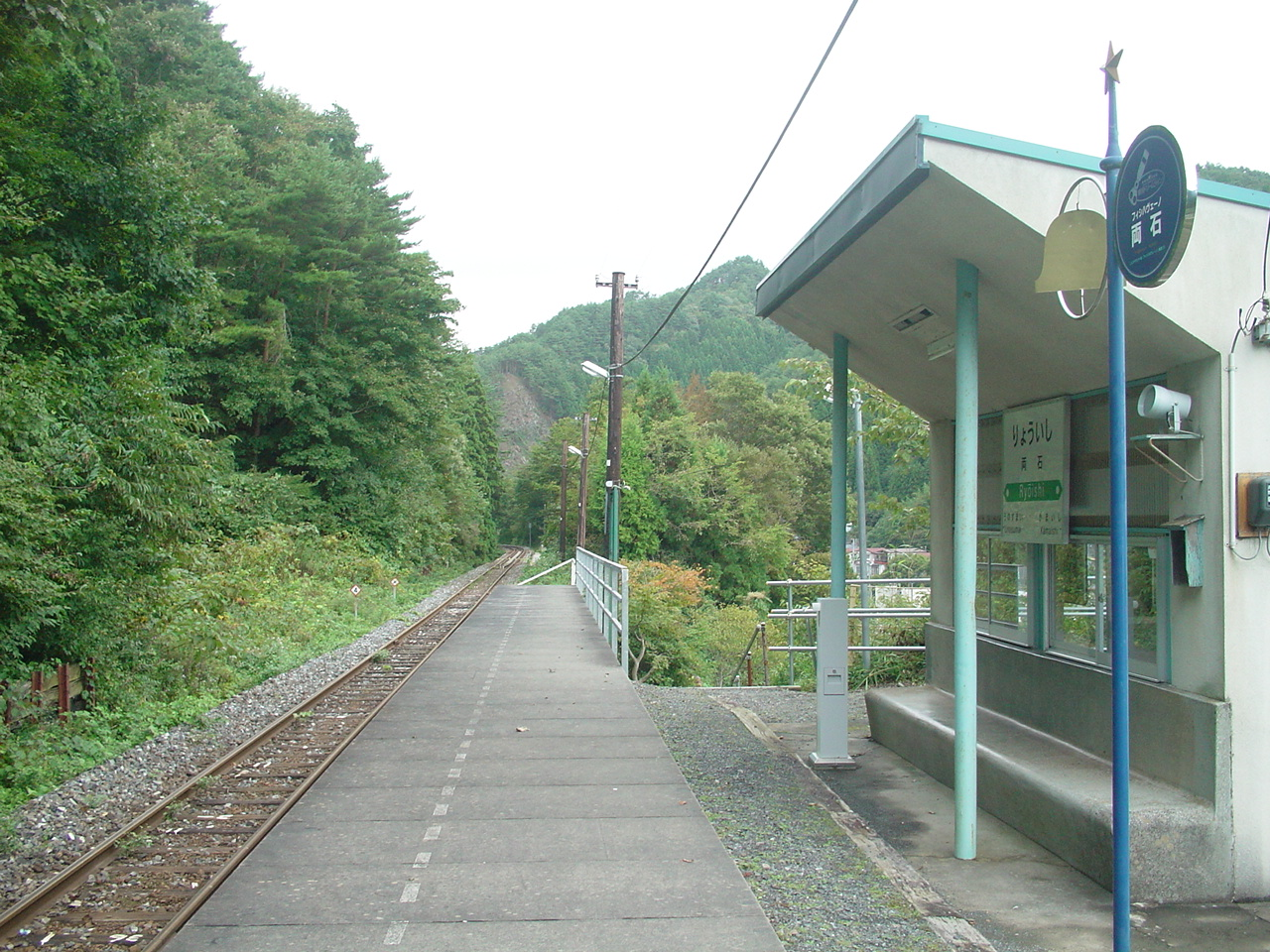
震災前的月台（2007年9月）

兩石站（日语：／ Ryōishi eki */?）是位於岩手縣釜石市兩石町3番14號，三陸鐵道的谷灣線車站。
在公開招募後，此站的愛稱為「戀之峠 愛之濱」。在JR東日本管理的時代，此站的愛稱為世界語的「Fiŝhaveno（漁港）」。

## 歷史
- 1951年（昭和26年）7月23日：日本國有鐵道山田線臨時停車場啟用[1]。
- 1954年（昭和29年）9月1日：臨時停車場升級至車站。
- 1987年（昭和62年）4月1日：伴隨國鐵分割民營化，車站由東日本旅客鐵道（JR東日本）營運[2][3]。
- 2011年（平成23年）3月11日：發生東北地方太平洋近海地震（東日本大震災），使此站暫停營業。
- 2018年（平成30年）8月21日：進行修復工程後開始試行，在7年後再次設有車輛進入此站。
- 2019年（平成31年）3月23日：包含此站在內宮古站至釜石站之間重開，同時三陸鐵道繼承該區段[4]。

## 車站構造
此站是地面車站，設有1面1線的單式月台。車站建設山坡斜面。此站沒有車站大樓，月台上設有候車處。

## 車站周邊
- 兩石簡易郵局
- 愛之濱海灘
- 國道45號
- 戀之峠
- 兩石漁港

## 相鄰車站
三陸鐵道
■谷灣線
釜石－兩石－鵜住居

## 注腳
1. ↑  「日本国有鉄道公示181号」『官報』1951年7月23日（國立國會圖書館數碼化資料）
2. ↑  『交通年鑑 昭和63年版』 交通協力會，1988年3月。
3. ↑  曾根悟（日语：曽根悟）（監修）. 朝日新聞出版分冊百科編集部（編集） , 编. . 週刊朝日百科. 21号 釜石線・山田線・岩泉線・北上線・八戸線. 朝日新聞出版. 2009-12-06: 19 （日语）.
4. ↑   (PDF).   [2021-01-21]. （原始内容 (PDF)存档于2019-10-14）.

## 外部連結
- 車站·周邊資訊【兩石站】 （页面存档备份，存于）（日語）：三陸鐵道